# Федерація роботодавців України
Федерація роботодавців України (ФРУ) — організація роботодавців, що представляє їхні інтереси в економічних та соціально-трудових відносинах з владою та профспілками на національному рівні.

## Діяльність
Мета — консолідація зусиль роботодавців для покращення ділового середовища, підвищення статусу українського бізнесу у світі та підтримка балансу інтересів суспільства, влади та бізнесу.
29 листопада 2011 року відбувся з‘їзд українських роботодавців. Головою Федерації було обрано українського олігарха Дмитра Фірташа.
У лютому 2012 року тодішній Президент Янукович призначив Фірташа Головою тристоронньої соціально-економічної ради (НТСЕР).
У лютому 2012 року ФРУ домовилась про активізацію співпраці з Державною податковою службою України та Державною митною службою України. У травні 2013 року Фірташа змінив Голова Федерації профспілок України Юрій Кулик.
У 2012 році ФРУ нарощує співпрацю з Францією, Україну відвідують 40 французьких бізнесменів.
У травні 2012 — виступає за децентралізацію управління економікою.
У травні 2012 — ФРУ почала роботу над реєстром органів, що контролюють діяльність бізнесу. На базі Сумської обласної організації роботодавців створено систему моніторингу діяльності органів контролю. Результатом діяльності став проєкт «Реєстр контролюючих органів», система моніторингу діяльності 70 держорганів, що мають право проводити перевірку роботи підприємств.
2013 — Фірташ увійшов до складу держкомісії зі співпраці із СОТ.
У травні 2014 — Фірташ виступає за «хороші стосунки як з ЄС, так і з Росією», це проходить на тлі російської анексії Криму та початку російської війни на сході України.
6 вересня 2016 року більшістю голосів керівного органу об'єднання — Радою ФРУ, до складу якої входить 52 керівники галузевих і територіальних організацій бізнесу, — Головою Ради Федерації обрано Дмитра Олійника
5 лютого 2019 року ФРУ презентувала громадськості Маніфест роботодавців — конкретний план економічного розвитку, написаний реальним бізнесом

## Історія
- 27 вересня 2002 — на установчому З'їзді організацій роботодавців була заснована Федерація роботодавців України, до складу якої увійшли 14 обласних організацій роботодавців.
- 1 січня 2003 — Федерація роботодавців України стала повноправним членом Міжнародної організації роботодавців (МОР).
- 19 квітня 2004 — ФРУ вперше, від всеукраїнських об'єднань організацій роботодавців стала підписантом Генеральної Угоди на 2004—2005 рр., започаткувавши таким чином європейську практику побудови відносин влади з роботодавцями та профспілками.
- 29 грудня 2005 — завдяки ініціативі ФРУ був розроблений і прийнятий Указ Президента України «Про розвиток соціального діалогу в Україні» відповідно до якого було створено Національну тристоронню соціально-економічну раду при Президентові України (НТСЕР), основною метою діяльності якої стало підвищення ролі організацій роботодавців та профспілок у формуванні економічної та соціальної політики держави.
- 7 липня 2009 — зроблено перший крок на шляху консолідації українських роботодавців — за ініціативи ФРУ створено Спільний представницький орган сторони роботодавців на національному рівні (СПО).
- 15 квітня 2010 — угода про створення та членство у Міжнародній координаційній раді об'єднань роботодавців (МКРОР). До складу МКРОР входять організації роботодавців з 13 країн світу.
- 2 грудня 2010 — головою СПО обрано олігарха Дмитра Фірташа
- 2 квітня 2011 — створено Національну тристоронню соціально-економічну раду
- 29 листопада 2011 — проведено об'єднавчий з'їзд ФРУ, де до її складу увійшла більшість організацій роботодавців України.
- 6 вересня 2016 року більшістю голосів керівного органу об'єднання — Радою ФРУ, до складу якої входить 52 керівники галузевих і територіальних організацій бізнесу, — Головою Ради Федерації обрано Дмитра Олійника[13]
- 5 лютого 2019 року ФРУ презентувала громадськості Маніфест роботодавців — конкретний план економічного розвитку, написаний реальним бізнесом[12]

## Керівництво Федерації роботодавців України[14]
- Олійник Дмитро Миколайович — Голова Ради ФРУ, Голова спостережної ради ВАТ «Ветропак Гостомельський склозавод»

### Заступники голови ради
- Сергій Біленький
- Віталій Немілостівий

## Президія[15]
- Віталій Антонов — ПАТ «Концерн Галнафтогаз»
- Олег Авер'янов — "Промислова компанія «Пожмашина»
- Сергій Біленький — Федерація металургів України
- Боярин Олег — ПрАТ «Єврокар»
- Бубес Юрій — ПрАТ «Концерн-Електрон»
- Сергій Войтенко — ТОВ «Агромат»
- Анатолій Гіршфельд — АТ «У. П. Е.К»
- Олексій Голубов — Союз хіміків України
- Яків Грибов — ТОВ «ЛВН ЛІМІТЕД»
- Григорій Дашутін — Концерн «Nicmas»
- Віктор Іванчик — Агропромисловий холдинг «Астарта-Київ»
- Немілостівий Віталій Олександрович — Корпорація «УкрІннМаш»
- Олександр Олійник — ТОВ НВП «Херсонський машинобудівний завод»
- Валерій Печаєв — АТ «Лекхім»
- Петро Пилипюк — СП ТОВ «Модерн-Експо»
- Володимир Приходько — ПАТ «Крюківський вагонобудівний завод»
- Борис Райков — Черкаське обласне об'єднання роботодавців
- Володимир Семиноженко — Науково-технологічний комплекс «Інститут монокристалів»
- Сергій Сипко — група компаній «Agrofusion»
- Олександр Соколовський — група компаній ТК-Group
- Сергій Тігіпко — ТОВ «Група ТАС»
- Валентин Шеветовський — ПАТ «Харківський плитковий завод»
- Павло Штутман — ПрАТ «Гідросила Груп», ПрАТ «Ельворті Груп»
- Дані Шуфані — ТОВ «Варіант Агро Буд»